# Wang Beixing
Wang Beixing, in cinese: 王 北 星 (Harbin, 10 marzo 1985), è una pattinatrice cinese di velocità su ghiaccio, specializzata sulle distanze brevi (500 e 1000 metri).
Wang ha cominciato a gareggiare nel 2003. Tuttavia, la sua svolta è arrivata nella stagione 2004-05, vincendo più volte nel gruppo B della Coppa del Mondo e gareggiando nel gruppo A. Ai Mondiali del 2005 ha sorprendentemente vinto l'argento nella distanza dei 500 metri. Sembrava quindi candidata ad una medaglia ai Giochi olimpici invernali di Torino 2006, invece qui deluse le aspettative con un 7º posto nei 500 metri un 29º posto nei 1.000 metri.
Nel gennaio 2009, ha vinto i Campionati mondiali sprint, la prima donna cinese a riuscirci da Ye Qiaobo nel 1993.
Ha vinto, inoltre, la medaglia di bronzo nei 500 metri alle Olimpiadi Invernali di Vancouver 2010.
È stata allenata dalla medaglia olimpica canadese ed ex detentore del record del mondo Kevin Overland.

## Record personali
| Record personali              |         |                   |                                   |
| Pattinaggio di velocità donne |         |                   |                                   |
| Gara                          | Tempo   | Data              | Luogo                             |
| 500 m                         | 36.85   | 15 November 2013  | Utah Olympic Oval, Salt Lake City |
| 1000 m                        | 1:13.98 | 11 November 2007  | Utah Olympic Oval, Salt Lake City |
| 1500 m                        | 1:59.76 | 29 September 2007 | Olympic Oval, Calgary             |
| 3000 m                        | 4:33.08 | 25 October 2003   | Olympic Oval, Calgary             |